# Историја Демократске Републике Конго
Демократска Република Конго (фр. République démocratique du Congo) је држава у централној Африци. По површини је друга на континенту, иза Алжира, и једанаеста је у свету.
Прва формирана насеља на овом подручју датирају од пре 80.000 година.
Краљевина Конго постојала је у периоду између 14—19. века. Белгијска колонизација почела је када је краљ Леополд II од Белгије основао Слободну Државу Конго, коју је само он водио, а постојала је од од 1885. до 1908. на подручју данашњег ДР Конга.
Извештају о великом броју убиства довели су до тога да белгијска Влада преузме Конго од Леополда II од Белгије и успостави колонију Белгијски Конго. Под белгијском владавином, бројне хришћанске организације покушале су да уметну западне језике и културу међу народима Конга.
Након устанка народа Конга, држава је добила независност 1960. године. Међутим, Конго је остао нестабилан јер су племенски лидери имали веће моћи него централна влада. Тадашњи премијер Патрис Лумумба покушао је да обнови државни ред уз помоћ Совјетског Савеза, а Сједињене Државе подржале су Мобуту Сесе Сека, који је убрзо преузео потпуну моћ и преименовао државу у Заир. Мобуту је покушао да африканизје земљу, променио своје име и тражио од афричких грађана да и они промене своја западна имена и замене их традиционалним афричким именима. На власт је дошао свргавањем Жозефа Казавубуа. У политици се ослањао на САД и деловао као антикомунистички диктатор у време Хладног рата у Африци. Био је чувен по енормном личном богаћењу на рачун економије и експлоатације ресурса своје земље. Процењује се да је из земље изнео на личне рачуне у иностранству око 5 милијарди долара. По овоме је Мобуту Сесе Секо најкорумпиранији политичар у историји Африке.
У Првом конгоанском рату, Руанда је освојила Заир, а Мобуту је изгубио моћ над државом. На његово место дошао је Лоран Кабила и променио име државе у Демократска Република Конго.

## Рана историја
Подручје данашње Демократке Републике Конго било је насељено и пре 80.000 година, по открићу групе научника 1998. године у Катанди, где је пронађен један од највећих харпуна за који се верује да је коришћен за лов на велике сомове.
Током своје историје, држава се звала Конго, Слободна Држава Конго, Белгијски Конго и Заир.
Краљевина Конго постојала је од 14. до почетка 19. века. До доласка Португалаца, краљевина је била доминантна сила у региону, заједно са краљевинама Луба, Лунда, Монго и Анзик.

## Колонизација

### Слободна Држава Конго (1885—1908)
Слободна Држава Конго била је корпорацијска држава коју је контролисао Леополд II од Белгије, преко невладиних организација у земљи. Леополд је био једини власник и председник државе, која је укључивала целокупне територије данашње Демократке Републике Конго. Због извештаја британског конзула Роџера Кејсмента, дошло је до хапшења и кажњавања званичника који су били одговорини за хладкокрвна убијања у земљи 1900. године, укључујући и белгијског држављанина који је пуцао на најмање 122 становника Конга
Процене о броју смртних казни из овог периода варирају, јер је први попис обављен тек 1924. године. Према извештају Кејсмента, неселективи рат, гладовање, смањење броја рођених и тропске болести, значајно су смањиле популацију становништва Конга. Европски и амерички медији представили су јавности услове у Слободној Држави Конго 1900. године. До 1908. године јавни и дипломатски притисци на Леополда II, довели су до тога да се он повуче. а створена је колонија Белгијски Конго.

### Белгијски Конго (1908—1960)
Краљ Леополд II званично се одрекао личне контроле Слободне Државе Конго, 15. новембра 1908. године. Држава је преименована у Белгијски Конго и стављена под директну управу белгијске владе и њеног Министарства за колоније. Белгијска власт у Конгу заснивала се на колонијалном тројству државних, мисионарских и приватних компанија.
Интереси белгијских компанија и белгијске Владе Конга били су исти, па су заједно радили на сузбијању штрајкова, која је организовало незадовољно домородачко становништво Конга.
Земља је била подељена административно и хијерархијски у супротности са Французима и Британцима који су углавном фаворизовали систем идикретне владавине, где су задржавани традиционални лидери на положајима надлежности под колонијалним надзором. Постојао је и висок степен расног одвајања. Велики број белаца који су се у Конго преселили након завршетка Другог светског рата, били су повлашћенији од припадника црне расе.
Током четрдесетих и педесетих година 20. века, Конго је доживео висок ниво урбанизације, а колонијална админситрација започела је разне развојне програме са циљем стварања модерне колоније. Радило се и на спречавању болести и развоја средње класе. Педесетих година, Конго је имао двоструко више радне снаге него било која друга афричка колонија. Богати природни ресурси у Држави, укључујући и уранијум који је коришћен за амерички нуклеарни програм током Другог светско рата. Велики број природних ресурса довео је до тога, да Конго буде у знатном интересу за регион, Совјетски Савез и Сједињене Државе.

### Успон политичке активности
У другој половини Другог светско рата, појавио се нови друштвени слој у Конгу. Економски раст уследио је након оснивања средње афричке класе у држави. Иако није постојао одређени критеријум, познавање француског језика и придржавање хришћанства били су неки облици пост-основног образовања. Становништво средње класе је покушало да искористи своје потенцијале у Конгу, како би стекли боља радна места и посебне привилегије. С озбиром на то да су могућности за напредну мобилност кроз колонијалну структуру биле ограничене, средња класа се институционално манифестовала на елитним местима, где је била привилегована и осећала се другачије од осталог становништва. Остале групе грађана, попут синдиката и удружења придружиле су се народу Конга у другим савезима. Међу најважнијим био је савез Дес Баконго, који су представљали људи из Доњег Конга, међутим они су били ограниченим у својим подтупцима од стране управе. Иако су изворни владари држали законске области у неким јурисдикцијама, у пракси их је администрација користила за спровођење своје политике.
Педесетих година 20. века већина људи средње класе били су забринути због социјалних неједнакости и опхођења Белгијанаца према њима. Алијансу Баконго је 1950. године преузео Жозеф Каса-Вубу, а то удружење од тада постало је непријатељски настројено према колонијалном ауторитету и тражило аутономоју за Конго регије у Доњем Конгу.
Године 1956. група интелектуалаца Конга под покровитељством неколико европских академика, издала је манифест који позива на независност. Белгијска влада није била спремна да одобри независност Конга, па чак и када је почела да схвата неопходност плана за деколонизацију, 1957. године. Претпоставља се да би такав процес био доста контролисан од стране Белгије. У децембру 1957. године, колонијална администрација је покренула реформе које су дозвољавале локалне изборе и формирање политичких странака. Неке белгијске партије покушале су да успоставе огранке у колонији, али нису успеле, јер је већи део становништва Конга био опредељен за политичке партије из своје земље.
Национализам је био у порасту 1958. године, а све више организација почело је да се договора и са другим људима ван њихових локалних подручја, о будућим структурама постколонијалне државе Конга. У Катанги неколико група и синдиката сложили су се да формирају организацију Цонакат, којом су руководили политичари Годерфројд Мунонго и Мојсе Чомбе. Били су непријатељски настројени према имигрантским народима и заговарали су аутономију, као и блиске везе са Белгијом.
У октобру 1958. године, Сирил Абодула, Џозеф Илео и Патрис Лумумба основали су Национални конговски покрет. Странка је настојала да мирно подстиче независност Конга, промовише политичку едукацију становништва и елиминиште регионализам. Највећи број чланова овог покрета били су из града Кисангани и Касај провинције, где је покрет промовисао бизнисмен Алберт Калоњи. Белгијски званичници су допустили Лумумби да присуствује Конференцији свих афричких народа, која је одржана у Акри, децембра 1958. године. Лумумба је био дубоко инпресиониран пан-афричким идеалима, као и ганским председником Кваме Нкрумом, те се вратио у Конго са радикалнијим ставовима и спремао радикалнији програм. Након тога захтевао је пуни независност Конга. Скуп подршке независности одржан је 4. јануара 1959. године у главном граду. Општинска Влада којом је руководила белгијска власт добила је извештај да неће бити дозвољен скуп људима, већ само састанак лидера. Маса је била револтирана и гађала полицију камењем и пљачкала европску имовину. Нереди су трајали три дана. Колонијална војска зауставила је побуну.
Наредне године основан је велики број покрета и политичких странака које су подржавале независност Конга.

## Независност и криза у Конгу (1960—1965)
Након нереда у Киншаси 4—7. јануара 1959. и у Кисанганију 31. октобра 1959. године, Белгијанци су схватили да не могу држати контролу над становништвом због великог броја захтева за независност. Белгијски и конговски политички лидери почели су преговоре 18. јануара 1960. године.
На крају конференције, 27. јануара 1960. године, најављено је да ће се избори у Конгу одржати 22. маја 1960. године. Потпуна независност била је 30. јуна 1960. године. Патрис Лумумба постао је премијер, а Жозеф Каса-Вубу председник. Након независности земља је усвојила назив Република Конго. Француска колонија Средњи Конго, такође је изабрала име Република Конго, након њене независности.
Година 1960. била је прилично нестабилна, регионални племенски лидери држали су власт у више области него централна влада, а одласком белгијских политичара, није било много квалификованих бирократа у земљи. Веома мали број људи завршио је Конговски универзитет и није било идеје како управљати земљом такве величине.
Дана 5. јула 1960. године у главном граду избила је војна побуна конговских војника против њихових европских официра, а након тога уследиле су пљачке и уништавање имовине широм града. Најбогатија покрајина земље, Катанга била је одсечена од државе, а водио ју је бизнисмен Моис Цомбе. Уједињене нације послале су 20.000 војника како би заштитиле Европљане у земљи и покушале да успоставе ред. Западни паравојни плаћеници, као и многи други покушавали су да заштите своје интересе у земљи. У овом периоду друга најбогатија покрајина Конга, Касај, објавила је своју независност, 8. августа 1960. године.
Премијер Патрис Лумумба обратио се за помоћ Совјетском Савезу, односно њиховом вођи Никити Хрушчову, који је пристао да му помогне, нудећи напредно наоружање и техничке саветнике. Сједњене државе посматрале су совјетско присуство као покушај да искористе ситуацију и стекну државу заступника у подсахарској Африци. Снагама Уједињених нација зато је наређено да блокирају сваку пошиљку оружја у земљи. Сједињене Државе су такође тражиле начин да замене Лумумбу као лидера. Председник Касавуку се сукобио са Лумумбом након тога и заговарао је савез са Сједињеним Државама, а не са Совјетским Савезом. Сједњене државе послале су оружје и припаднике Централне обавештајне агенције да помогну снагама у борби против совјестког присуства. Уз помоћ Сједињених Држава и Централне обавештајне агенције, 14. сепптембра 1960. године, пуковник Жозеф Мобуту је срушио владу и ухапсио Лумумбу.
Дана 17. јануара 1961. године Мобуту је послао Лумумбу у Лубумбаши. По извештајима штампе он је био тучен и присиљен да једе копије својих уговора, а након тога три недеље није било информација о њему. Навођено је да је побегао и потом убијен, међутим ипак је био мучен и убијен заједно са још двојицом његових сарадника. Године 2001. белгијска истрага утврдила је да је он стрељан заједно са два савезника, а његово тело је бачено у киселину. У Кисангани, они који су били лојални Лумумби, поставили су владу под Антоаном Гизгеном, која је трајала од 31. марта 1961. године, до 5. августа 1961. године. Након промена, снаге Уједињених нација и Конга успеле су да поврате провинцију Јужни Касај, 30. децембра 1961. године, а Катангу 15. јануара 1963. године.
Нова криза избила је сукобом 1964. године, када је пола земље пало у руке побуњеника. Европски плаћеници, америчке и белгијске трупе угушиле су побуну.

## Заир (1965—1997)
Немири и побуне били су присутни до новембра 1965. године, када је генерал-пуковник Мобуту Сесе Секо, тадашњи врхновни командатна националне армије, преузео контролу над државом и проглашен за председника, 1970. године. Мобуту је 1971. године преименовао земљу у Република Заир и захтевао до грађана да усвоје афричка имена и избаце своја француска односно западна имена и језик. Име Заир потиче од португалске речи (река која гута све реке).
Заир је током осамдесетих година остао једнопартијска држава, а Мобуту је успешно држао контролу над земљом, иако је био под великим притисцима.
Након завршетка Хладног рата, повећали су се унутрашњи притисци на Мобуту. Крајем 1989. и почетком 1990. године, Мобуту је ослабљен низом домаћих протеста и појачаним међународним критикама његовог режима услед нестабилне економије и корупције у влади, нарочито због сопствене проневере државних средстава за личну употребу.
У априлу 1990. године, Мобуту је прогласио Трећу Републику, прихватајући ограничени вишепартијски систем са изборима и уставом. Како су детаљи реформи ипак одложени, војници су у септембру 1991. пљачкали Киншаси у знак протеста због неисплаћених плата. Две хиљаде војника француских и белгијских трупа стигли су да евакуишу око 20.000 угрожених страних држављана у Киншаси.

## Грађански ратови (1996—1997)

### Први конгоански рат
Први конгоански рат био је конфликт који је трајао од краја 1996. до 1997. Њиме је са власти свргнут заирски председник Мобуту Сесе Секо.
Важан узрок рата била је избегличка криза после геноцида у Руанди. У источни Заир је 1994. стигло око 2 милиона Хуту избеглица који су бежали од освете Тутсија. Њих су нападали Тутсији из Руанде и Тутсији из Заира (Бањамуленге), док је Хуту екстремисте из политичких разлога подржавао Мобутуов режим. Војне групе одговорне за геноцид у Руанди су сада оперисале из источног Заира и биле стална опасност за Руанду. Нова влада Руанде, у којој доминирају Тутси, послала је наоружање етничким Тутсима (Бањамуленге) источног Заира. За ову интервенцију јавно их је оптужила влада Заира, али им се није војно успротивила.
Мобутуу се децембра 1996. супротставио уједињени покрет под вођством Лорана Кабиле потпомогнут страним силама: Угандом, Руандом и Анголом. Званично име овог покрета је било „Алијанса демократских снага за ослобођење Конго-Заира“ (Alliance des Forces Démocratiques pour la Libération du Congo-Zaïre или AFDL).
Вођа побуњеника, Лоран Кабила, био је дугогодишњи противник Мобутуовог режима. Био је близак идејама првог премијере Конга, Патриса Лумумбе, а за себе је тврдио да је марксиста и поштовалац дела Мао Цедунга. Он је био водио побуњенике на истоку Конга близу две деценије, али је по речима Че Геваре у првим годинама конфликта Кабила био неангажован и ненадахнути вођа.
Уз активну подршку Руанде, Уганде и Анголе, побуњеничке снаге Лорана Кабиле се плански премештају низ реку Конго како би срушили Мобутов режим са центром у Киншаси. Највећи део Кабилиних бораца су били Тутси и многи су били ветерани из конфликта око регије Великих језера у Африци.
Кабилина војска је полагано напредовала према западу у децембру 1996. при крају избегличке кризе Великих језера. Преузимали су контролу над пограничним насељима и рудницима и нису наишли на јачи отпор при свом напредовању низ реку Конго ка престоници, Киншаси. Из унутрашњости Конгоа су долазили извештаји о масакрима и бруталним злочинима побуњеника. Известиоци Уједињених нација тврде да су током ових операција Кабилине трупе убиле око 60.000 цивила, што је AFDL демантовао.
Кабилине снаге у марту 1997. започињу офанзиву уз захтев за опозив владе. У марту побуњеници заузимају Касенгу. Влада је пропагандом порицала да губи контролу над територијом. Мобуту је у покушају да побољша свој положај, 2. априла 1997. године на место премијера поставио свог политичког ривала Етјена Тшисекедија. Током априла побуњеници су напредовали дуж реке Конго и до маја су стигли до предграђа Киншасе. Кабилине снаге заузимају међународни аеородром у Лубумбашију 16. маја 1997. Тешко болестан Мобуту напушта земљу и ускоро умире 7. септембра 1997. у Мароку. Истога дана, Лоран Кабила се прогласио новим председником државе и наредио увођење реда у земљи. Име земље је променио у Демократска Република Конго.

### Други конгоаснки рат
Други конгоански рат одиграо се између 1998. и 2003. у Демократској Републици Конго (бивши Заир). Завршио се када је прелазна Влада Демократске Републике Конго преузела власт. У највећем рату у модерној афричкој историји директно је учествовало осам афричких земаља као и око 25 наоружаних група. До 2008. као последица рата је страдало 5.400.000 људи, већином од болести и гладовања То је учинило Други конгоашнски рат најсмртоноснијим конфликтом од Другог светског рата. Милиони људи су напустили своје домове, а многу су избегли у суседне државе.
Коалиција Киншаса обухватала је конгоанску народну армију под председником Лораном Кабилом и касније његовим сином Жозефом Кабилом, различите анти Маји-Маји групе и савез држава Зимбабве, Ангола, Чад, Судан и Намибија. Они су контролисали источни и јужни део Демократске Републике Конго. Главни циљ им је био стварање јаке државе која би контролисала своју територију, границе и природне ресурсе.
Патриотски фронт Руанде је укључивао владе Руанде и Бурундија (у којима су доминирали Тутси) и милитантне групе племена Бањамуленге (етнички Тутсији у ДР Конго). Ове снаге су биле активне у провинцијама Северни и Јужни Киву и контролисале су територије западно према Киншаси. Њихови циљеви су били одбрана националних безбедности Руанде и Бурундија, одбрана Тутсија у ДР Конго, ограничење утицаја Уганде и експлоатација рудних богастава.
Снаге Хутуа су чинили руандански Хутуи одговорни за Руандански геноцид, бурундијски побуњеници сачињени од бивших власти, конгоански Хутуи и удружене снаге локалних милиција Маји-Маји. Главна Хуту група су Демократске снаге за ослобођење Руанде која је оперисала по Киву провинцијама. Они су се борили за истеривање страних снага Тутсија, етничко чишћење Бањамуленги, обарање власти у Руанди и Бурундију и стицање контроле над ресурсима.
Угандске снаге су обухватале Уганданску националну армију и различите удаљене уганданске побуњеничке групе, као што је Покрет за ослобођење Конга који је контролисао североисточни и северни део централног Конга. Главни циљеви уганских снага су били одбрана граница Уганде од инвазије побуњеничких група из ДР Конго, као што су Савез демократских снага и Народне армије искупљења (чије је постојање спорно). Уганда је претходно тврдила да влада Жозефа Кабиле одбија да предузме акције против тих побуњеника. Уједињене нације су именовале Уганду као државу која илегално експлоатише природне ресурсе ДР Конго.

## Конго током владавине Жозефа Кабиле

### Прелазна влада (2003—2006)
Конго је имао прелазну владу у јулу 2003. године до завршетка избора. Устав је одобрен од бирача, а 30. јула 2006. године Конго је одржао своје прве вишестраначке изборе од независности 1960. године. Жозеф Кабила имао је 45% свих гласова, а његов политички противник Жан Пјер Бемба 20%. Странке су са својим представницима излазиле на улице, а од 20. до 22. августа 2006. године, на улицама Киншасе погинуло је шестанест људи, пре него што је полиција зауставила немире и поново преузела контролу над градом. Нови избори одржани су 29. октобра 2006. године, а Жозеф Кабила добио је 70% гласова. Дана 6. децембра 2006. године, Кабила је положио заклетву као председник.

### Крај мандата Кабиле
У новембру 2011. године, Жозеф Кабила је поново изабран као председник. Након што су 9. децембра објављени резултати у Киншаси и Мбуџи Маји, уследили су насилни немири, а сматрало се да је гласање намештено. Званичници су извештавали да је Ејтен Шисекенди оштећен. Дана 20. децембра Кабила је поново положио заклетву и обећао да ће улагати у инфраструктуру и јавне услуге.
Дана 19. јануара 2015. године избили су протести које су водили студенти са Универзитета Киншасе. Протести су почели након објављивања предложеног закона, који би омогужио Кабили да остане на власти, све до наредних избора, који су били планирани за 2016. годину До среде 21. јануара сукоби између полиције и демонстраната резултирали су са најмање 42 мртвих, иако је Влада Конга тврдила да је убијено само 15 људи.
Слично томе, у септембру 2016. године, током протеста, од стране полиције и војника републичке гарде убијено је 80 људи, укључујући лидера Студентске уније. Од 19. септембра исте године, становници Киншасе као и других градова углавном су били затворени у своје домове. Полиција је ухапсила сваког ко је сарађивао са опозицијом у вези протеста. Мандат председника требало је да се заврши 19. децембра 2016. године, али у том тренутку није било планова за изборе.

## Унутрашњи конфликти
Државни врх и Светске мировне снаге нису успеле да пруже сигурност у читавој земљи, па је дошло до појаве око 70 наоружаних група, 2016. године. До 2018. године, број наоружаних група се повећао на око 120.
Оружане групе се често оптужују да раде за регионалне владе, којима је наводно циљ да заузму пределе источног Конга, где се налазе минерална богатства. Поједини тврде да је грешка државног врха што допушта националној војсци да илегално профитира од рудника и сече шуме.

### Конфликт у Кивуу (2004—данас)
Лаурент Нкуда са војном формацијом, која себе назива Националним конгресом за одбрану народа побунио се против владе Конга. У априлу 2012. године, вођа Националог конрегса за одбрану народа и трупе које су му биле лојалне формирало је побуњеничку групу, покрет 23. март, за који се верује да је финансиран од стране Руанде. Дана 20. новембра 2013. године, покрет 23. март преузео је контролу над Гомом, главним градом провинције Северни Киву. Након тога, Уједињене нације послале су своје трупе, да би неутрализовале ситуацију. Група 23. март је поражена, а од 2017. године њени борци од којих је већина побегла у Руанду и Уганду почели су да се враћају назад у земљу.

### Савезничке демократске снаге
Савезничке демократке снаге водиле су побуну у Демократској Републици Конго и окривљују се за масакр у Бени, 2016. године. Војска конгоа трврди да су ове снаге исламски побуњеници, а већина станивништва сматра да су они криминалне групе, чији је циљ да профитирају на пољу рударства и злата.

### Фракција Мај-мај полиције
У јуну 2017. године, група која је стацинирана у Јужном Киву, оформљена је и названа Национална народна коалиција за суверинтет Конга, а предводио ју је Вилијем Јакутумба. Ова група постала је најјача побуњеничка група на истоку земље, а под њеном контролом је чак било и неколико стратешких градова.